# Аббатство Шалоше
Абба́тство Шалоше́ (фр. Abbaye de Chaloché) — бывшее цистерцианское монастырское аббатство, основанное в период 1119—1129 годах в коммуне Шомон-д’Анжу (фр. Chaumont-d'Anjou) и Корзе (фр. Corzé). Расположено примерно в 24 километрах к северо-востоку от Анже в департаменте Мен и Луара (регион Пеи-де-ла-Луар) на западе Франции.

## История
Аббатство Шалоше было основано монахами аббатства Савиньи (фр. Abbaye de Savigny) в Нормандии. Лорд Шато-Гонтье (фр. Château-Gontier), Алар IV де Шато-Гонтье (фр. Alard IV de Château-Gontier), предложил часть своего поместья Шомон в Анжу для строительства храма, и уже в 1147 году новое аббатство Шалоше присоединилось к аббатству Сито.
Некоторые авторы исторических и архитектурных исследований утверждают, что аббатство Шалоше было основано Гамельном д’Инграндесом (фр. Hamelin d'Ingrandes) в 1119 году и приумножено Гуго де Матефелоном (фр. Hugues de Mathefelon), его женой Жанной де Сабле (фр. Jeanne de Sablé) и их сыном Тибо I де Матефелоном (фр. Thibault Ier de Mathefelon) в 1127 году. Андре дю Шен полагает, что наоборот — аббатство обязано своим основанием баронам де Матефелон, сообщая:
L'abbaye de Chalocé ont fondé les barons de Mathefelon et, en recognoissance, il fault sçavoir, quand le comte de Duretal, baron de Mathefelon, fait sa première entrée en laditte abbaye de Chalocé< que l'abbé et les religieux doivent venir au devant de luy, lui présenter les clefs, puis le disné et à toutte sa maison.André du Chesne, 
Династия Матефелонов (фр. famille de Mathefelon), владевшая Сейш-сюр-ле-Луаром (фр. Seiches-sur-le-Loir), внесла значительный вклад в строительство этого церковного сооружения, освящённого 20 августа 1223 года епископом Анже Гийомом де Бомоном (фр. Guillaume de Beaumont-au-Maine) из знатной династии Дома де Бомон (фр. de Beaumont), и теперь несколько представителей семьи Матефелонов покоятся в аббатстве Шалоше.

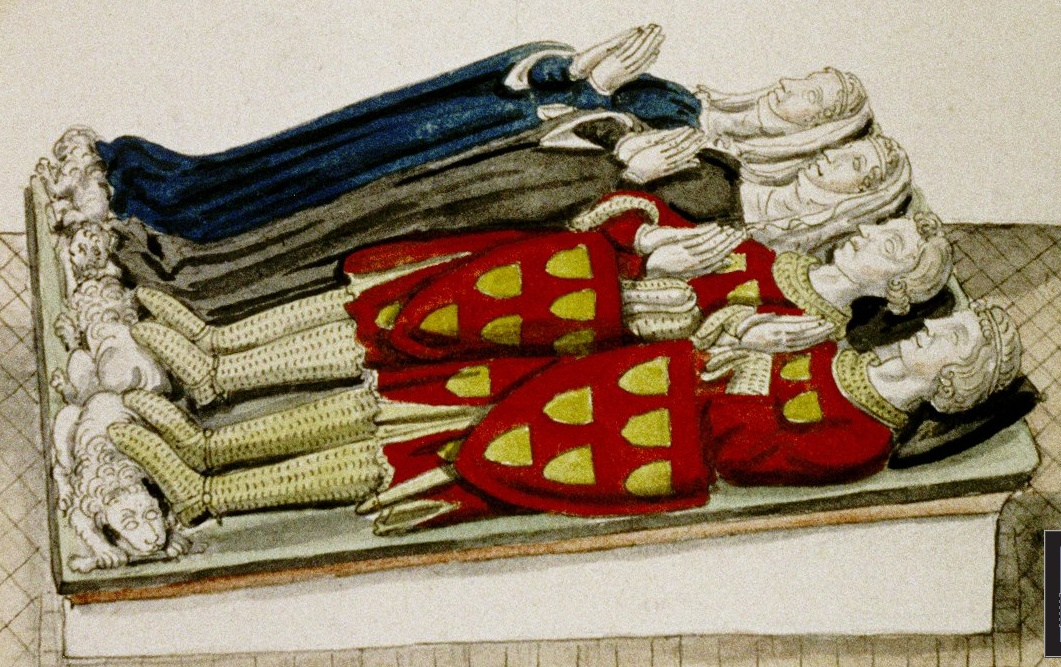
Лежащие статуи семьи Матефелон на надгробной плите
Блазон надгробья семьи де Матефелон[4]
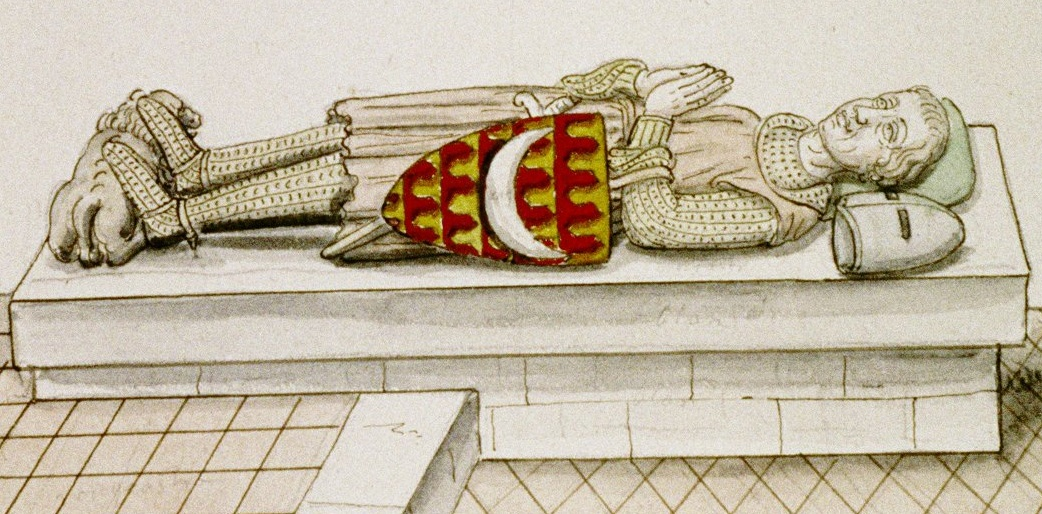
Лежащая статуя лорда Матефелона на надгробной плите.

Фасады и крыши всех оставшихся зданий и этаж бывшего аббатства были внесены в список исторических памятников Франции с 26 марта 1973 года.